# Croton fuscescens
Croton fuscescens là một loài thực vật có hoa trong họ Đại kích. Loài này được Spreng. mô tả khoa học lần đầu tiên vào năm 1826.